# Corispermum glomeratum
Corispermum glomeratum är en amarantväxtart som beskrevs av Mariano Lagasca y Segura. Corispermum glomeratum ingår i släktet lusfrön, och familjen amarantväxter. Inga underarter finns listade i Catalogue of Life.